# Équipe de France masculine de handball au Championnat du monde 2013
L'équipe de France masculine de handball participe à ses 15e Championnat du monde lors de cette édition 2013 qui se tient en Espagne du 11 au 27 janvier 2013.
L'équipe de France est qualifiée d'office pour le Championnat du monde 2013 en tant que tenante du titre (2011).
Elle est logiquement battue par la Croatie (23-30) en quart de finale après avoir terminé à la 2e place de la poule A au tour préliminaire derrière l'Allemagne (quatre victoires et une défaite) et puis après avoir gagné difficilement contre l'Islande (30-28) en huitième de finale.
Elle finit la compétition à la 6e place, son plus mauvais classement au Championnat du monde depuis 1999.

## Présentation

### Qualification
La France est directement qualifié en tant que tenant du titre.

### Matchs précédent la compétition
Dans les mois précédents la compétition, la France a joué quatre matchs, tous remportés :
- Qualifications du Championnat d'Europe 2014
  - 1er novembre 2012 au Kindarena de Rouen :  France bat  Lituanie 27 à 18
  - 4 novembre 2012 à Mersin en Turquie :  Turquie est battue par  France 20 à 33
- matchs de préparation (Trophée FDJ)
  - 7 janvier 2013 au Palais des sports Jauréguiberry de Toulon :  France bat  Argentine 26 à 10
  - 9 janvier 2013 à la Park&Suites Arena de Montpellier :  France bat  Argentine 27 à 20.

### Contexte
La compétition se déroule alors que l'affaire des paris truqués a éclaté quelques mois plus tôt. Ainsi, deux joueurs sont directement impliqués, Samuel Honrubia et Nikola Karabatic, mais leurs coéquipiers au Paris Saint-Germain et au Montpellier Agglomération Handball en sont également indirectement victime. D'ailleurs, à l'issue de la compétition, le 31 janvier 2013, Nikola Karabatic démissionne de son club qui indique : « Le club a accepté, à titre exceptionnel et dans le cadre d'une volonté d'apaisement consécutive aux tensions nées de la procédure en cours, de libérer le joueur. ». Le lendemain, il signe un contrat de cinq mois au Pays d'Aix Université Club handball (PAUC)  et rejoint ainsi son frère Luka, dont le licenciement à la suite de l'affaire des paris truqués est intervenu quelques mois plus tôt.

### Effectif
Hormis Bertrand Gille, blessé, et son frère Guillaume, qui a pris sa retraite internationale, toutes les forces vives du handball français sont présentes en Espagne

## Résultats

### Phase de groupe
La France évolue dans le groupe A et joue à Granollers. Les Bleus remportent leurs quatre premiers matchs et assurent rapidement la qualification pour les huitièmes de finale. Dans le dernier match de poule, l'Allemagne s'impose et devance ainsi la France au classement finale grâce à sa victoire (critère de départage n°1).
|   | Équipe     | Pts | J | G | N | P | Bp  | Bc  | Diff | Dép  |
| - | ---------- | --- | - | - | - | - | --- | --- | ---- | ---- |
| 1 | Allemagne  | 8   | 5 | 4 | 0 | 1 | 148 | 126 | 22   | +2*  |
| 2 | France     | 8   | 5 | 4 | 0 | 1 | 154 | 124 | 30   | -2*  |
| 3 | Brésil     | 6   | 5 | 3 | 0 | 2 | 122 | 127 | -5   | +5** |
| 4 | Tunisie    | 6   | 5 | 3 | 0 | 2 | 123 | 123 | 0    | -5** |
| 5 | Argentine  | 2   | 5 | 1 | 0 | 4 | 116 | 138 | -22  | /    |
| 6 | Monténégro | 0   | 5 | 0 | 0 | 5 | 117 | 142 | -25  | /    |

| 12 janvier 20h45 | France     | 30 | 27 | Tunisie   |
| 13 janvier 19h30 | Monténégro | 20 | 32 | France    |
| 15 janvier 20h45 | France     | 27 | 22 | Brésil    |
| 16 janvier 20h45 | Argentine  | 23 | 35 | France    |
| 18 janvier 18h45 | France     | 30 | 32 | Allemagne |

| 12 janvier 2013 20h45 | France             | 30 - 27 | Tunisie         | Palais des sports de Granollers, Granollers Affluence : 4 500 Arbitrage : Raluy, Sabroso |
| 12 janvier 2013 20h45 | Fernandez, Abalo 6 | (13–14) | Amine Bannour 7 | Palais des sports de Granollers, Granollers Affluence : 4 500 Arbitrage : Raluy, Sabroso |
| 12 janvier 2013 20h45 | ×3                 | Rapport | ×3 ×7           | Palais des sports de Granollers, Granollers Affluence : 4 500 Arbitrage : Raluy, Sabroso |

| 13 janvier 2013 19:30 | Monténégro         | 20 - 32 | France             | Palais des sports de Granollers, Granollers Affluence : 5 200 Arbitrage : Gubica, Milosevic |
| 13 janvier 2013 19:30 | Vasko Ševaljević 5 | (11–17) | Jérôme Fernandez 6 | Palais des sports de Granollers, Granollers Affluence : 5 200 Arbitrage : Gubica, Milosevic |
| 13 janvier 2013 19:30 | ×3 ×1              | Rapport | ×3 ×1              | Palais des sports de Granollers, Granollers Affluence : 5 200 Arbitrage : Gubica, Milosevic |

| 15 janvier 2013 20h45 | France           | 27 – 22 | Brésil             | Palais des sports de Granollers, Granollers Affluence : 3 400 Arbitrage : Raluy, Sabroso |
| 15 janvier 2013 20h45 | Michaël Guigou 6 | (12–5)  | Alexandro Pozzer 4 | Palais des sports de Granollers, Granollers Affluence : 3 400 Arbitrage : Raluy, Sabroso |
| 15 janvier 2013 20h45 | ×2               | Rapport | ×3 ×4              | Palais des sports de Granollers, Granollers Affluence : 3 400 Arbitrage : Raluy, Sabroso |

| 16 janvier 2013 20h45 | Argentine       | 23 – 35 | France            | Palais des sports de Granollers, Granollers Affluence : 2 800 Arbitrage : García, Marin |
| 16 janvier 2013 20h45 | Pablo Simonet 8 | (6–19)  | Samuel Honrubia 7 | Palais des sports de Granollers, Granollers Affluence : 2 800 Arbitrage : García, Marin |
| 16 janvier 2013 20h45 | ×3 ×5           | Rapport | ×3 ×4             | Palais des sports de Granollers, Granollers Affluence : 2 800 Arbitrage : García, Marin |

| 18 janvier 2013 16h00 | France             | 30 – 32 | Allemagne          | Palau Sant Jordi, Barcelone Affluence : 10 000 Arbitrage : García, Marín |
| 18 janvier 2013 16h00 | Nikola Karabatic 8 | (16–16) | Patrick Groetzki 6 | Palau Sant Jordi, Barcelone Affluence : 10 000 Arbitrage : García, Marín |
| 18 janvier 2013 16h00 | ×4                 | Rapport | ×3 ×7              | Palau Sant Jordi, Barcelone Affluence : 10 000 Arbitrage : García, Marín |

### Huitièmes de finale
| 20 janvier 2013 20h15 | Islande          | 28 – 30 | France            | Palau Sant Jordi, Barcelone Affluence : 7 000 Arbitrage : Nikolov, Nachevski |
| 20 janvier 2013 20h15 | Þórir Ólafsson 7 | (14–15) | Samuel Honrubia 7 | Palau Sant Jordi, Barcelone Affluence : 7 000 Arbitrage : Nikolov, Nachevski |
| 20 janvier 2013 20h15 | ×3 ×2            | Rapport | ×3                | Palau Sant Jordi, Barcelone Affluence : 7 000 Arbitrage : Nikolov, Nachevski |

### Quarts de finale
| 23 janvier 2013 21h30 | France             | 23 - 30   | Croatie           | Pabellón Príncipe Felipe, Saragosse Affluence : 7 500 Arbitrage : Raluy, Sabroso |
| 23 janvier 2013 21h30 | Cédric Sorhaindo 5 | (12 - 13) | Domagoj Duvnjak 9 | Pabellón Príncipe Felipe, Saragosse Affluence : 7 500 Arbitrage : Raluy, Sabroso |
| 23 janvier 2013 21h30 | ×4 ×3              | Rapport   | ×4 ×3 ×1          | Pabellón Príncipe Felipe, Saragosse Affluence : 7 500 Arbitrage : Raluy, Sabroso |

Double tenant du titre, les hommes de Claude Onesta n'ont pas su élever leur niveau de jeu face à une jeune et fringante équipe croate. Face à leurs meilleurs ennemis, les Français ont pourtant longtemps résisté, avec une défense retrouvée, mais c'est offensivement que ça a péché, les Experts ne scorant qu'à 23 reprises,,.
Après cette défaite, il n'y a pas de match de classement, les équipes étant classées en fonction de leur résultats lors de la phase de groupes. La France termine ainsi à la sixième place.

## Statistiques et récompenses

### Récompenses
Aucun joueur français ne fait partie de l'équipe-type du tournoi. 

### Buteurs
Aucun joueur français ne termine parmi les 10 meilleurs buteurs de la compétition. Avec 30 buts marqués, Samuel Honrubia le meilleur buteur français ne termine qu'à la 20e place.
Les statistiques des buteurs sont  :
| Rang  | Joueur             | Tot. | Tirs | %      | Ch. | 7m | MJ | Moy. | Carton jaune | Suspension | Carton rouge | Temps de jeu    |
| ----- | ------------------ | ---- | ---- | ------ | --- | -- | -- | ---- | ------------ | ---------- | ------------ | --------------- |
| 1     | Samuel Honrubia    | 30   | 36   | 83,3 % | 23  | 7  | 7  | 4,3  | 0            | 1          | 0            | 3 h 40 min 37 s |
| 2     | Michaël Guigou     | 28   | 40   | 70,0 % | 13  | 15 | 7  | 4,0  | 0            | 1          | 0            | 4 h 20 min 37 s |
| 3     | Nikola Karabatic   | 25   | 38   | 65,8 % | 25  | 0  | 7  | 3,6  | 5            | 3          | 0            | 5 h 20 min 12 s |
| 4     | Luc Abalo          | 24   | 39   | 61,5 % | 19  | 5  | 7  | 3,4  | 2            | 0          | 0            | 4 h 44 min 50 s |
| 5     | Jérôme Fernandez   | 21   | 38   | 55,3 % | 12  | 9  | 7  | 3    | 0            | 1          | 0            | 2 h 23 min 0 s  |
| 6     | Cédric Sorhaindo   | 17   | 22   | 77,3 % | 17  | 0  | 6  | 2,8  | 2            | 1          | 0            | 4 h 27 min 33 s |
| 7     | Daniel Narcisse    | 15   | 31   | 48,4 % | 15  | 0  | 7  | 2,1  | 1            | 0          | 0            | 3 h 5 min 6 s   |
| 8     | William Accambray  | 14   | 26   | 53,8 % | 14  | 0  | 7  | 2    | 0            | 2          | 0            | 2 h 37 min 29 s |
| 9     | Xavier Barachet    | 12   | 23   | 52,2 % | 12  | 0  | 7  | 1,7  | 1            | 3          | 0            | 3 h 58 min 48 s |
| 10    | Valentin Porte     | 10   | 12   | 83,3 % | 10  | 0  | 5  | 2    | 0            | 0          | 0            | 2 h 14 min 53 s |
| 11    | Sébastien Bosquet  | 7    | 13   | 53,8 % | 7   | 0  | 4  | 1,8  | 1            | 1          | 0            | 1 h 17 min 30 s |
| 12    | Timothey N'Guessan | 3    | 5    | 60,0 % | 2   | 1  | 2  | 1,5  | 0            | 2          | 0            | 0 h 24 min 10 s |
| 13    | Grégoire Detrez    | 1    | 4    | 25,0 % | 1   | 0  | 5  | 0,2  | 0            | 0          | 0            | 0 h 48 min 30 s |
| 14    | Didier Dinart      | 0    | 1    | 0 %    | 0   | 0  | 7  | 0    | 5            | 1          | 0            | 3 h 26 min 10 s |
| Total | Total              | 207  | 328  | 63,1 % | 170 | 37 | 7  | 29,6 | 19           | 15         | 0            | -               |

### Gardiens de but
Aucun joueur français ne termine parmi les 10 meilleurs gardiens de la compétition.
Les statistiques des gardiens de but sont :
| Rang  | Nom             | %      | Arrêts | Tirs | MJ | Moy. | Temps de jeu   |
| ----- | --------------- | ------ | ------ | ---- | -- | ---- | -------------- |
| 1     | Thierry Omeyer  | 36,0 % | 62     | 172  | 7  | 8,9  | 4 h 34 min 1 s |
| 2     | Daouda Karaboué | 29,4 % | 30     | 102  | 7  | 4,3  | 2 h 25 min 1 s |
| Total | Total           | 33,6 % | 92     | 274  | 7  | 13,1 | 9 h 0 min 0 s  |